# Club du Faubourg
 (mai 2021).
La mise en forme du texte ne suit pas les recommandations de Wikipédia : il faut le « wikifier ».
Les points d'amélioration suivants sont les cas les plus fréquents :
- Les titres sont pré-formatés par le logiciel. Ils ne sont ni en capitales, ni en gras.
- Le texte ne doit pas être écrit en capitales (les noms de famille non plus), ni en gras, ni en italique, ni en « petit »…
- Le gras n'est utilisé que pour surligner le titre de l'article dans l'introduction, une seule fois.
- L'italique est rarement utilisé : mots en langue étrangère, titres d'œuvres, noms de bateaux, etc.
- Les citations ne sont pas en italique mais en corps de texte normal. Elles sont entourées par des guillemets français : « et ».
- Les listes à puces sont à éviter, des paragraphes rédigés étant largement préférés. Les tableaux sont à réserver à la présentation de données structurées (résultats, etc.).
- Les appels de note de bas de page (petits chiffres en exposant, introduits par l'outil «  Source ») sont à placer entre la fin de phrase et le point final[comme ça].
- Les liens internes (vers d'autres articles de Wikipédia) sont à choisir avec parcimonie. Créez des liens vers des articles approfondissant le sujet. Les termes génériques sans rapport avec le sujet sont à éviter, ainsi que les répétitions de liens vers un même terme.
- Les liens externes sont à placer uniquement dans une section « Liens externes », à la fin de l'article. Ces liens sont à choisir avec parcimonie suivant les règles définies. Si un lien sert de source à l'article, son insertion dans le texte est à faire par les notes de bas de page.
- La présentation des références doit suivre les conventions bibliographiques. Il est recommandé d'utiliser les modèles {{Ouvrage}}, {{Chapitre}}, {{Article}}, {{Lien web}} et/ou {{Bibliographie}}. Le mode d'édition visuel peut mettre en forme automatiquement les références.
- Insérer une infobox (cadre d'informations à droite) n'est pas obligatoire pour parachever la mise en page.

Pour une aide détaillée, merci de consulter Aide:Wikification.
Si vous pensez que ces points ont été résolus, vous pouvez retirer ce bandeau et améliorer la mise en forme d'un autre article.
 (mai 2021).
Si vous disposez d'ouvrages ou d'articles de référence ou si vous connaissez des sites web de qualité traitant du thème abordé ici, merci de compléter l'article en donnant les références utiles à sa vérifiabilité et en les liant à la section « Notes et références ».
Le Club du Faubourg est un projet politique et social global, conçu et réalisé par Léo Poldes. Inauguré au lendemain de la première guerre mondiale, le Club du Faubourg a vu se succéder à sa tribune, pour débattre des sujets les plus divers, bon nombre des principales personnalités du monde politique, social intellectuel et artistique français. Ses archives représentent une mine, un patrimoine historique exceptionnel de la période de l'entre deux guerres, aussi bien du point de vue des idées que des personnalités qui ont participé aux débats, parmi lesquelles des français comme Paul Vaillant-Couturier, Louis Aragon, Édouard Herriot, l'aviateur Dieudonné Costes, Henri Barbusse, l’abbé Desgranges, Joseph Kessel, Léon Daudet, Paul Painlevé, Victor Margueritte, mais aussi des étrangers comme Chou En-Lai ou le futur Hô Chi Minh.

« Un jour un historien à lunettes étudiera notre siècle. Nous souhaitons qu'il soit homme
d'esprit et que l'excès de souffrances qu'il y découvrira n'enlève rien à son humour. (...)
Mais son travail ne sera pas complet si après avoir étudié nos formes de gouvernements
démocratiques, nos assemblées législatives, nos conférences entre hommes d'État faisandés, nos
discours émouvants à force d'idéalisme enfantin, il oubliait de dire un mot sur le Club du
Faubourg. Il ne manquera pas ainsi de signaler que dans la veulerie universelle, dans la
rayonnante décadence d'une race qui ne puisait ses forces que dans l'idée du meurtre collectif, il
y eut dans Paris, capitale du monde, un groupe d'hommes indépendants, désintéressés, qui se
réunissaient dans des salles de fortune, au hasard des théâtres libres, pour discuter de certains
problèmes.
Cet historien s'étonnera peut-être que les idées les plus diverses, les plus contradictoires,
jetées ainsi sur la place publique, aient pu être discutées dans le calme et la dignité,
sérieusement, laborieusement, avec une conscience et une ardeur qui le surprendront. Il
retrouvera ainsi dans l'atmosphère enfumée d'un cinéma de quartier, dans un petit concert avec
son parfum de moisissure et de poussière, un groupe d'hommes s'intéressant aux grandes idées
qui ébranlaient l'Occident ravagé. Et cet historien citera le nom de Léo Poldès, le fondateur,
l'animateur de ce Club du Faubourg. »

[Qui ?]
L'époque évoquée de manière si pessimiste dans ce texte est l'entre-deux-guerres : il s'agit de la période principale d'activité du Club du Faubourg. En effet, ce club est fondé pendant l'été 1918 par Léo Poldès. L'exil de celui-ci en 1940 a totalement interrompu ses réunions, qui n'ont repris qu'après la fin de la guerre. Avant de présenter rapidement ces activités, il faut sans doute donner quelques éléments généraux sur la personnalité de ce fondateur : en effet, comme le montre le texte de Pignatel, ce président perpétuel a joué un rôle dominant dans ses activités, présidant presque toutes ses séances, écrivant seul son bulletin.

## Léopold Szeszler
Léopold Szeszler, dit Léo Poldès, né en 1891 à Paris, est fils de bijoutier. Il fait sa scolarité au collège Rollin, puis à l'École Libre des Sciences Politiques, dans une école de journalisme, et à l'École des Hautes Études Sociales. Vers 1907, il adhère aux Jeunesses socialistes et participe aux batailles politiques du Quartier Latin. Il commence sa carrière du journaliste à la Guerre sociale, puis aux Hommes du jour et au Bonnet rouge. En 1916, réformé, il crée La Grimace, hebdomadaire satirique ; puis il repart comme volontaire. Sa campagne contre les stupéfiants à la fin de la guerre, qui joue un rôle dans le vote d'une loi, le fait remarquer. C'est en 1918, avant l'armistice, qu'il fonde le Club. Mais il continue aussi ses activités politiques : en 1919, il est candidat aux législatives, pour la fédération socialiste des Basses-Pyrénées. La même fédération le délègue au congrès de Strasbourg, ou il appuie une motion pour l'amnistie des pacifistes. Il participe au Comité pour la III° Internationale, collabore au Journal du Peuple, adhère à la S.F.I.C. après Tours puis participe à la direction de l'Humanité. En janvier 1922, il est candidat au Conseil National du PC, mais il s'oppose au Front Unique. En octobre, il reçoit un blâme de la Commission nationale des conflits du Congrès de Paris. Il quitte le PC en janvier 1923 avec les "résistants". Il s'occupe alors surtout du Club, dont sa femme (depuis 1915), Lorenza Mario, assure l'administration. Cependant, il conserve une activité politique et médiatique. En 1923, il appartient au comité de patronage de la Ligue pour l'objection de conscience. En 1926, il signe l'Appel aux Consciences, en 1928 l'Appel au bon sens (dans la revue Évolution, de Victor Margueritte, pour la révision des traités de paix). En 1928, il est également candidat indépendant aux législatives ; en 1929 il l'est aux municipales, au nom de l'"Association Républicaine Indépendante" qu'il a créée. Il participe aussi à beaucoup d'émissions de radio, et se propose en 1931 avec quelques numéros de Faubourg-ciné de "défendre les intérêts du cinéma." En 1932, il est fait chevalier de la Légion d'honneur au titre de l'Éducation nationale. Il sera promu officier en 1950.
En 1940, il fuit vers l'Amérique latine. Il est déchu de sa nationalité, son appartement est pillé par les Allemands. Au Brésil, il aurait créé une éphémère Tribune Libre franco-brésilienne. En Uruguay, il anime l'émission de radio La Voix de Paris, tribune de la France Libre en Amérique Latine. À la fin de la guerre, il reçoit en 1947 la médaille de la Résistance, et refonde le Faubourg, que sa femme continue quelque temps après sa mort en 1970.

## Activités
Les activités du club se constituent de réunions, tenues trois fois par semaine (s'y ajoutait un banquet mensuel), où, sur divers sujets (d'un à une dizaine à peu près), est mené un débat public, après une courte conférence, avec des orateurs invités ou inscrits, parfois très célèbres, parfois moins, mais s'étant exprimés des centaines de fois au Club, et un public encouragé à intervenir. Les débats "d'actualité" sont extrêmement éclectiques, de la politique à la littérature ou à la médecine, ou encore prenant la forme de débats sur des spectacles (danse, chant...) présentés auparavant au Club. D'une manière générale, la diversité des orateurs et du public est explicitement recherchées : en effet, au départ, l'ambition affirmée de Poldès était de combattre toutes les formes de sectarismes. La fréquence des débats, ainsi que l'existence d'une "Fédération des Tribunes Libres (FTL)" visant à mettre en place des Clubs semblables en province et à l'étranger, et qui y réussit dans certains cas, semblent indiquer un certain succès public de cette initiative.
En revanche, ces deux éléments ne se retrouvent pas, semble-t-il, après la guerre. Certes, les activités du club reprennent, jusqu'à la mort du fondateur en 1971 et même quelques années après, grâce à sa veuve. On perd sa trace en 1973. Cependant, les quelques témoignages dont on dispose sur cet après-guerre tendent à prouver que l'activité était moindre : une seule séance par semaine, dans une salle moins grande, l'accueil certes de célébrités, mais seulement par des "habitués" qui se sont peu renouvelés depuis les années 1930. Et la FTL n'existe plus. En outre, les sources disponibles incitent encore plus à se concentrer sur cette période. En effet, les archives du Club du Faubourg, se trouvant au domicile de Léo Poldès, sont saisies par les Allemands en juin 1940. Elles se trouvent actuellement à Moscou ; leur rapatriement a eu lieu, après avoir été plusieurs fois différé.